# Lばんスーパーニュース
『Lばんスーパーニュース』（エルばんスーパーニュース）は、福島テレビで月曜日から金曜日の16:54 - 19:00に4年間生放送されていた福島県向けの平日ローカルワイドニュース・情報番組である。

## 概要
- それまで全国ニュース「FNNスーパーニュース」の前後に放送されていた情報番組「Lばんテレポート」と、ニュース番組「FTVスーパーニュース」を合体させるかたちで、2003年3月31日放送開始。

- これによりFTVで29年間半引き継がれてきた「テレポート」の名前がタイトルから消滅した。

- 16:55スタートの「スーパーニュース」は、基本的には16:55 - 18:16.55までは東京発の全国ニュースで、18:16.55-19:00までローカルニュースを放送するところが多いが、この番組は17時台の全国ニュースも必要最小限に抑え、ローカルニュース主体の番組体制となっている。

- しかし、ニュースを中心に扱う18時台は高視聴率を維持していたものの、安定しない視聴率が続いた。そのため、キャスター変更や内容のリニューアルが続いた。

- 第3スタジオがHD化されるのに伴い、2007年4月2日改編でLばん冠が外れることとなり、2007年3月30日をもって「Lばんスーパーニュース」は終了、Lばんテレポート時代から使ってきたLばん冠番組は消滅した。2007年4月2日からは平日の全国・ローカル枠も全て「FTVスーパーニュース」となる。平日キャスターに同局の千田淳一記者が出演、土曜版での2003年3月（当時アナウンサー）以来4年ぶりの登板となる。

## エピソード
- 2005年2月24日の放送で事件の被害者がそのまま生で顔を隠して出演したことがある。

- 2006年9月中旬頃 - 談合事件報道に伴い、17時台が全てローカルニュース編成に。9月26日放送では16時から安倍晋三総理就任を伝えるスーパーニュース特報をネットしなければならなかったために、15時から1時間の「緊急報道特番 激震」を放送した。

## 放送時間
- 2003年3月31日 - 2007年3月30日 月曜日 - 金曜日 16:54 - 19:00

## 出演者
※特記のないものはFTV正職員アナウンサー
| 期間       | 期間       | ニュースキャスター兼司会者 | ニュースキャスター兼司会者 | お天気     | もっと こおりやま |
| 期間       | 期間       | 男性                       | 女性                       | お天気     | もっと こおりやま |
| ---------- | ---------- | -------------------------- | -------------------------- | ---------- | ----------------- |
| 2003.3.31  | 2004.3.31  | 原國雄                     | 原田幸子 向井佐都子        | 向井佐都子 | 上山美紀          |
| 2004.4.1   | 2005.3.31  | 原國雄                     | 原田幸子 向井佐都子        | 向井佐都子 | 関口由香里        |
| 2005.4.1   | 2006.3.31  | 坂井有生                   | 浜中順子 関口由香里        | 関口由香里 | 海附雅美          |
| 2006.4.3   | 2006.8.31  | 坂井有生                   | 浜中順子 関口由香里        | 関口由香里 | 武田真紀          |
| 2006.9.1   | 2006.11.17 | 坂井有生                   | 浜中順子 関口由香里        | 関口由香里 | （不在）          |
| 2006.11.20 | 2007.3.30  | 坂井有生                   | 浜中順子 関口由香里        | 関口由香里 | 若槻麻美          |